# Santa Maria in Portuno
Santa Maria in Portuno è una storica località della media valle del Cesano che oggi ricade nel territorio del comune di Corinaldo (AN). Nota per essere stata la sede di uno dei monasteri medievali della valle del Cesano (San Gervasio in Bulgaria (presso Mondolfo), Santa Maria in Portuno (presso Corinaldo), San Lorenzo in Campo, San Vito sul Cesano, San Abbondio), oggi è oggetto di indagini archeologiche che hanno portato alla creazione di un museo accanto al sito archeologico.

## Storia
Gli scavi recenti sotto la chiesa hanno rimesso in luce ambienti industriali di epoca romana, dedicati alla fabbricazione di laterizi e ceramica, pertinenti al settore produttivo di una villa romana o ad un vicus, piccolo insediamento collegato al passaggio di una via. La zona era infatti percorsa da un'antica strada romana che collegava la via Flaminia al mare, passando proprio accanto alla chiesa. Numerosi elementi architettonici di età romana (capitelli, colonne, basi) sono reimpiegati all'interno delle murature della chiesa. La via continuò ad essere usata anche in età tardo romana (come è attestato dal miliario di Corinaldo) e poi ancora durante il Medioevo. 

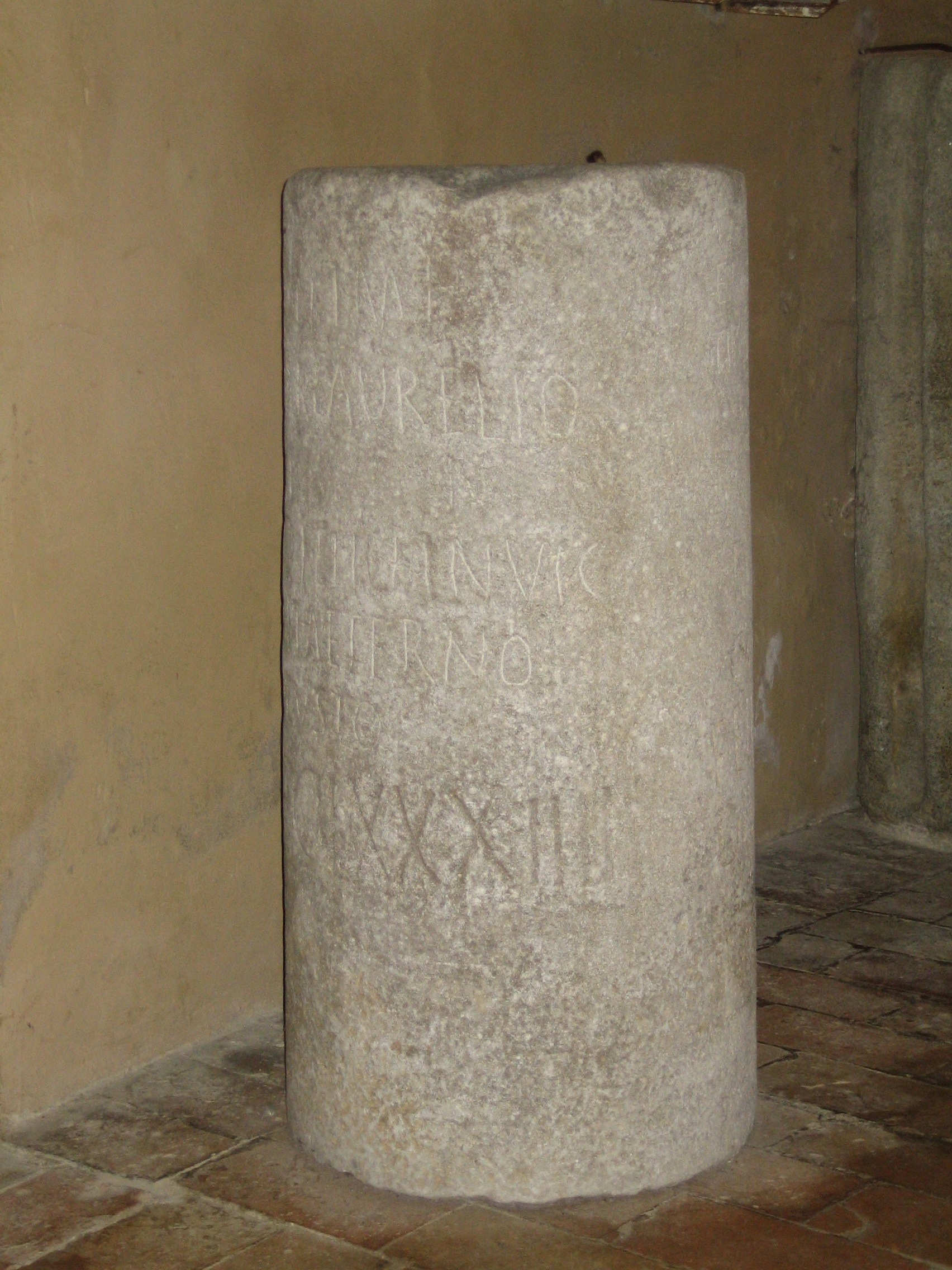
Il Miliario di Corinaldo.

Il monastero, citato in una carta di Fonte Avellana del 1090 con il nome di S. Marie que dicitur in Portuno, prese nel 1224 il nome attuale di "Madonna de Plano".
Il primo toponimo si può ricondurre al dio romano Portuno (dio delle porte e dei porti), il cui tempio si trovava a Roma nel Foro Boario, affacciato sul fiume Tevere.
Notizie sul monastero nel XVII secolo, sono presenti in diversi atti del consiglio comunale, che riferiscono delle attività e dell'aspetto esteriore della chiesa. In quest'epoca il monastero viene descritto nell'opera Istorie dello Stato di Urbino (1642) dello storico corinaldese Vincenzo Maria Cimarelli, che aveva visitato l'edificio nel 1638. Nella seconda metà del secolo la mancanza di documentazione (non sono attestate neppure le visite pastorali) ha fatto supporre agli archeologi che stanno indagando una possibile chiusura o abbandono dell'edificio ecclesiastico.
Nel XVIII secolo la chiesa era in possesso del Collegio Germanico-Ungarico, che provvide ai restauri, aggiungendovi un campanile e una nuova facciata con portale ad arco e decorazione in arenaria.

## La chiesa
La Chiesa attuale, ad unica navata terminante in un'abside, è l'unico resto dell'antico monastero ancora visibile. 

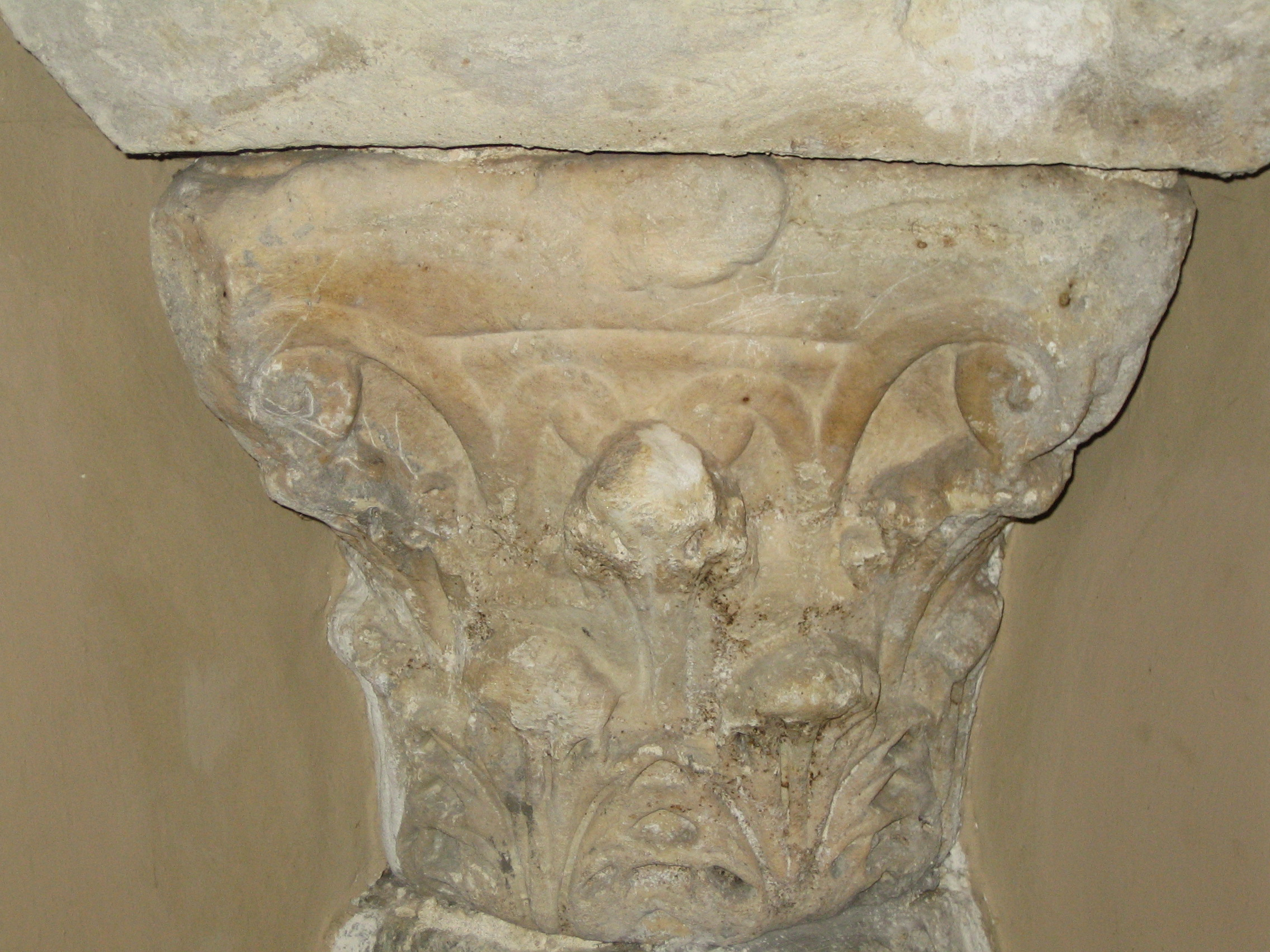
Capitello corinzio asiatico in marmo greco messo in opera nella navata centrale della chiesa.

Al centro dell'abside si trova una tela del pittore veronese Claudio Ridolfi (1570-1644), raffigurante Maddalena ai piedi della Croce. L'opera rientra nei precetti della Controriforma, che prevedeva soggetti di carattere devozionale, e riprende, nei contrasti luministici e nel paesaggio sullo sfondo (è raffigurata la città di Roma con la cupola del Pantheon) la pittura veneta dell'ambiente di provenienza.
Sull'altare destro si trova un affresco di autore ignoto, datato al 1540, raffigurante la Madonna del Conforto, una Madonna con Bambino, riscoperto il 23 aprile 1790, prodotto della cultura popolare. Altri due affreschi entro nicchie raffigurano l'iconografia della Madonna del latte, uno dei quali è attribuito alla seconda metà del XV secolo.
La chiesa ospita inoltre numerosi ex voto, in legno e metallo, i cui esemplari più antichi risalgono alla fine dell'Ottocento: contadini, artigiani e pescatori ringraziano la Madonna per un'avvenuta guarigione o per uno scampato pericolo. Le immagini ricordano l'evento e la grazia ricevuta, sottolineata dalla presenza benevola della Madonna con il Bambino, che spesso imita l'iconografia dell'affresco della Madonna del Conforto dopo la sua riscoperta. I dipinti sono realizzati da semplici disegnatori in varie tecniche: dall'acquerello su carta, alla tempera, alla pittura ad olio su legno.

## Gli scavi archeologici

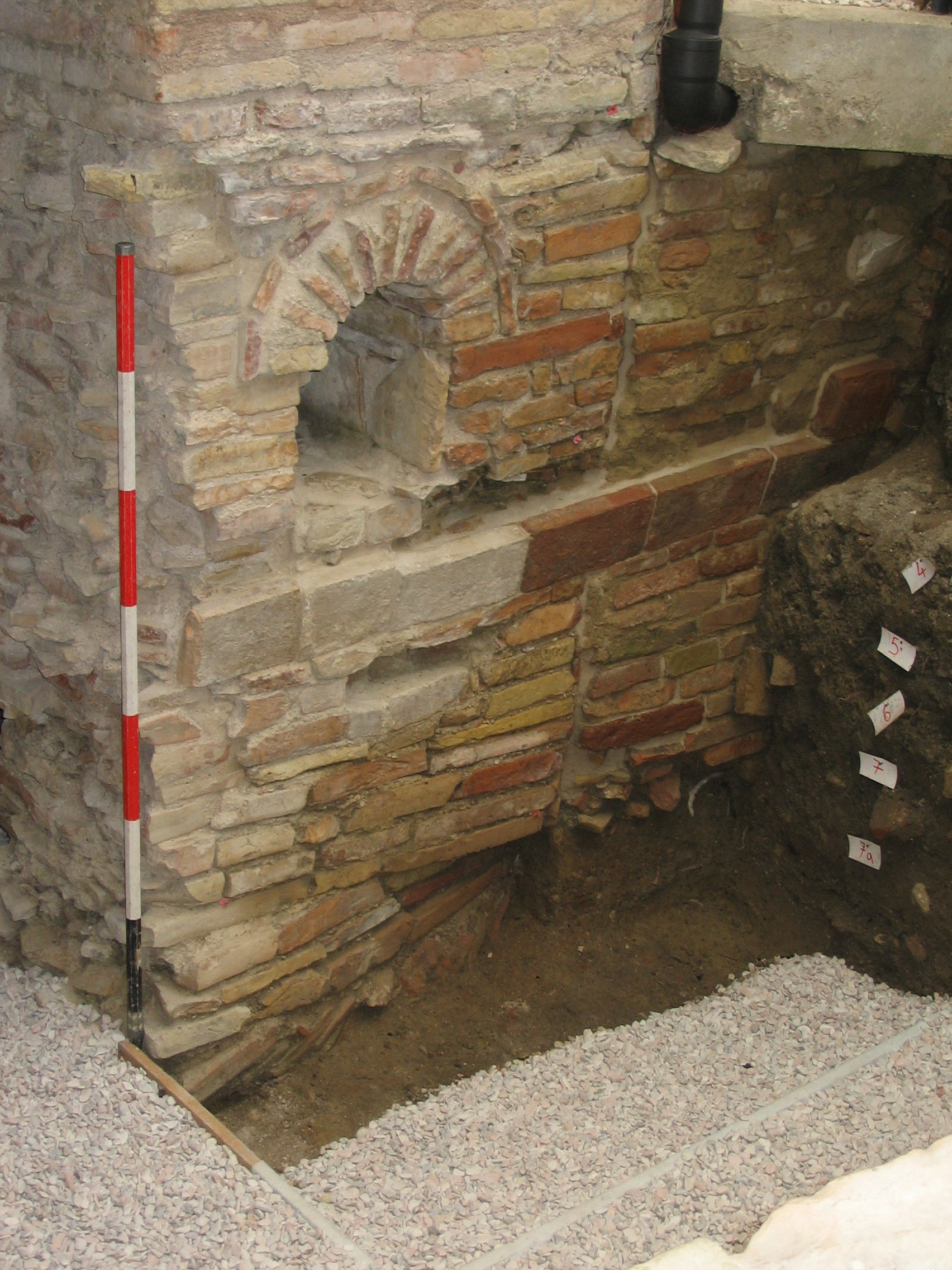
Esterno della cripta, particolare delle due absidi sovrapposte: semicircolare, in basso, pentagonale, in alto

A partire dal 2001 il Dipartimento di Archeologia dell'Università di Bologna ha condotto una serie di scavi archeologici sia all'interno della chiesa sia all'esterno.
Le ricerche all'interno dell'edificio hanno confermato l'esistenza di numerose fasi più antiche, spesso di difficilissima interpretazione a causa della ristrettezza dei sondaggi eseguiti.
La conferma della presenza di un edificio di culto precedente, riferibile almeno all'età altomedievale (IX-X secolo), è venuta dallo scavo condotto intorno alla cripta dove, incorporata al di sotto dell'abside pentagonale romanica, è emersa una precedente abside semicircolare. La forma delle absidi, le tecniche costruttive ed i materiali risultano analoghi alla relativamente vicina Chiesa dell'Abbazia di San Gervasio nel territorio comunale di Mondolfo;

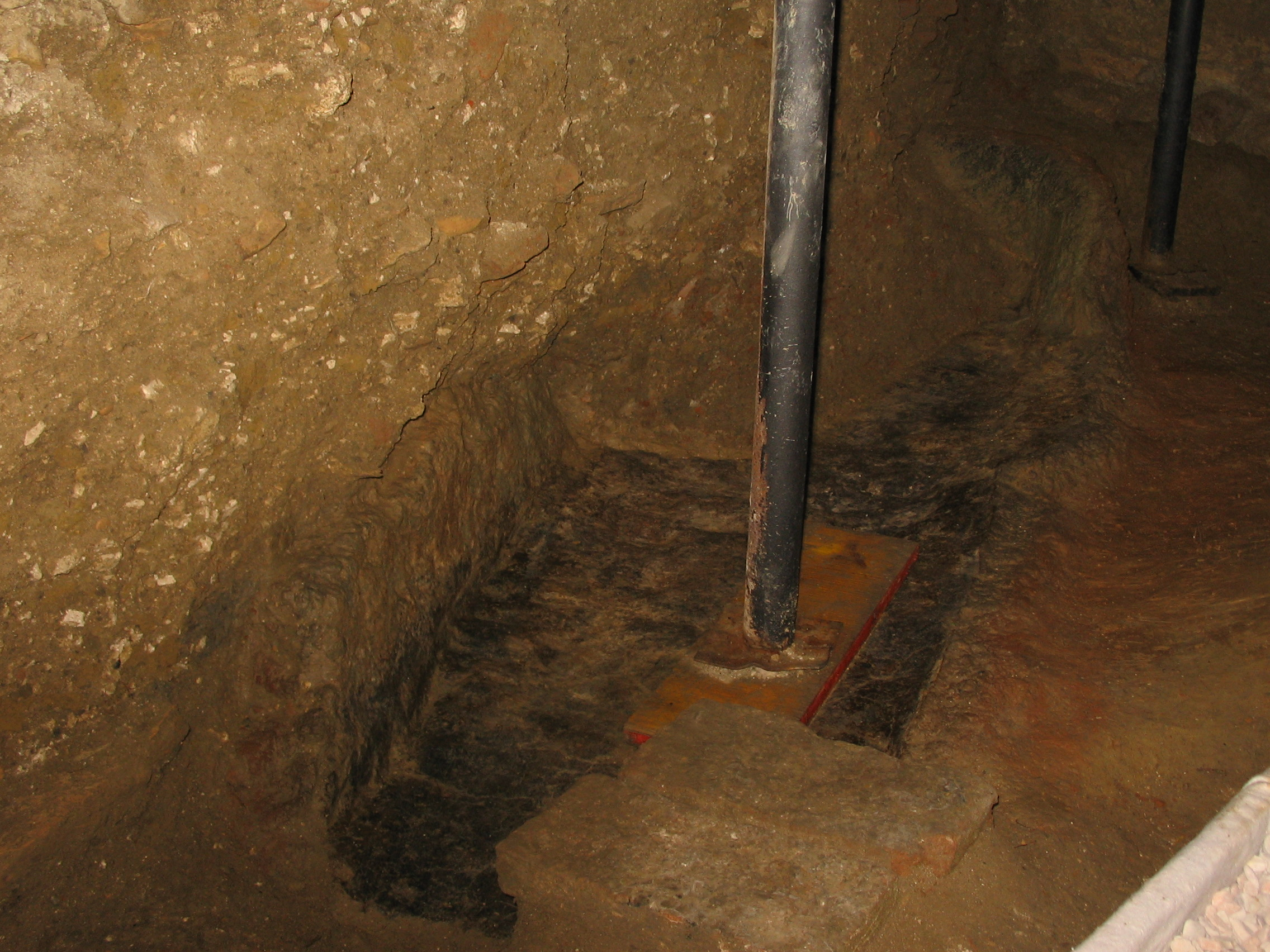
Il fondo della camera di combustione di una fornace romana rinvenuta sotto la cripta

All'interno della cripta è stata rinvenuta, poi, anche una piccola fornace, forse destinata alla cottura di laterizi, riferibile all'età romana. La struttura, poi, è stata quasi del tutto distrutta durante le operazioni di scavo collegate alla costruzione della cripta. Sembra dunque certo che il primitivo edificio di culto cristiano sia stato edificato sfruttando una precedente area produttiva di età romana (la pars rustica di una villa suburbana?), riutilizzandone quasi interamente le strutture come materiale edilizio.
Attorno all'abside e di fronte alla facciata della chiesa sono state rinvenute anche due vaste aree cimiteriali. Le sepolture, tutte molto povere e prive di corredo, sono semplici fosse terragne, che solo in pochi casi presentano pareti rivestite con pezzame laterizio e pietre.
Altri sondaggi condotti all'esterno della chiesa, nel settore meridionale, stanno mettendo in luce alcuni annessi del monastero (forse un hospitium per pellegrini), e, nei livelli più antichi, un accumulo di laterizi di scarto, pertinenti all'area produttiva di età romana già descritta.

## Galleria d'immagini

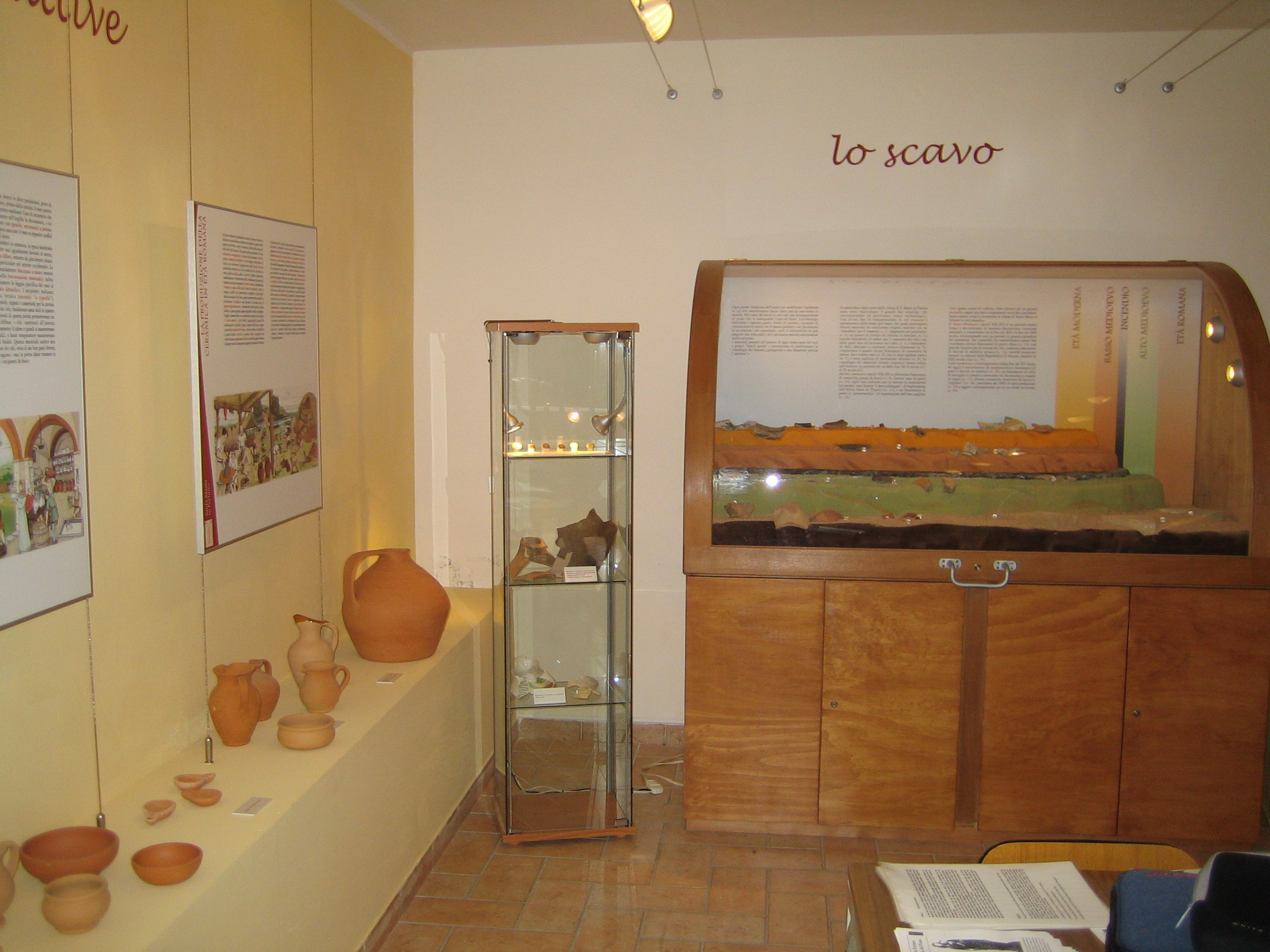
Piccolo museo annesso allo scavo: si possono vedere le ricostruzioni del sito e alcuni reperti degli scavi archeologici.
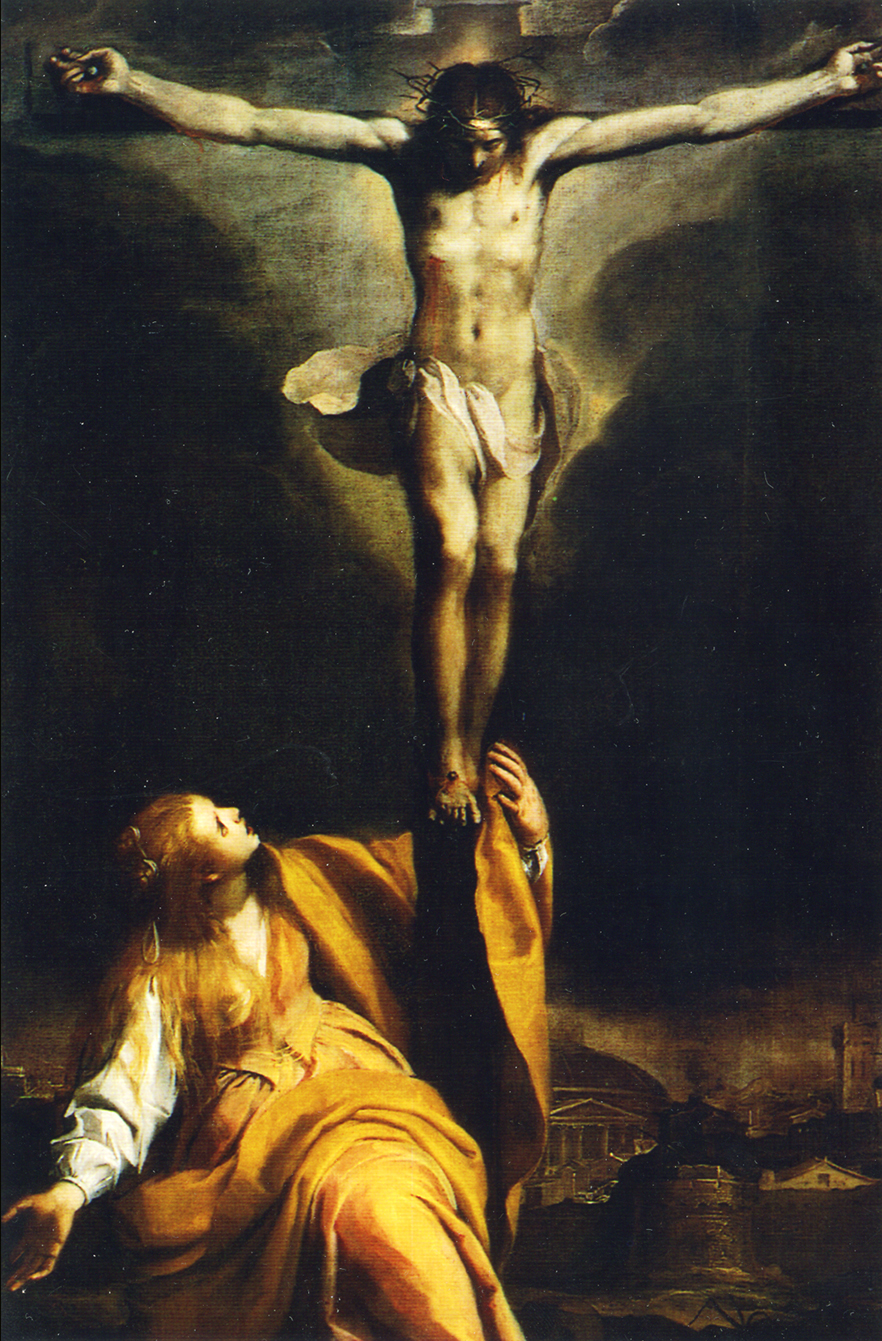
Tela di Claudio Ridolfi rappresentante la Maddalena ai piedi della Croce.
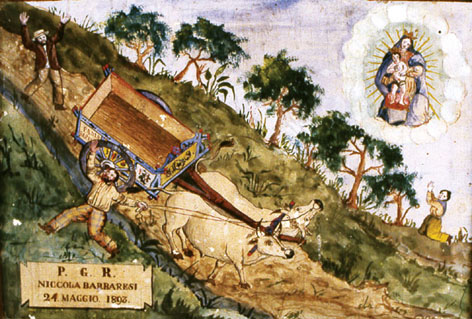
Ex voto su legno (1893) nella sagrestia della chiesa.
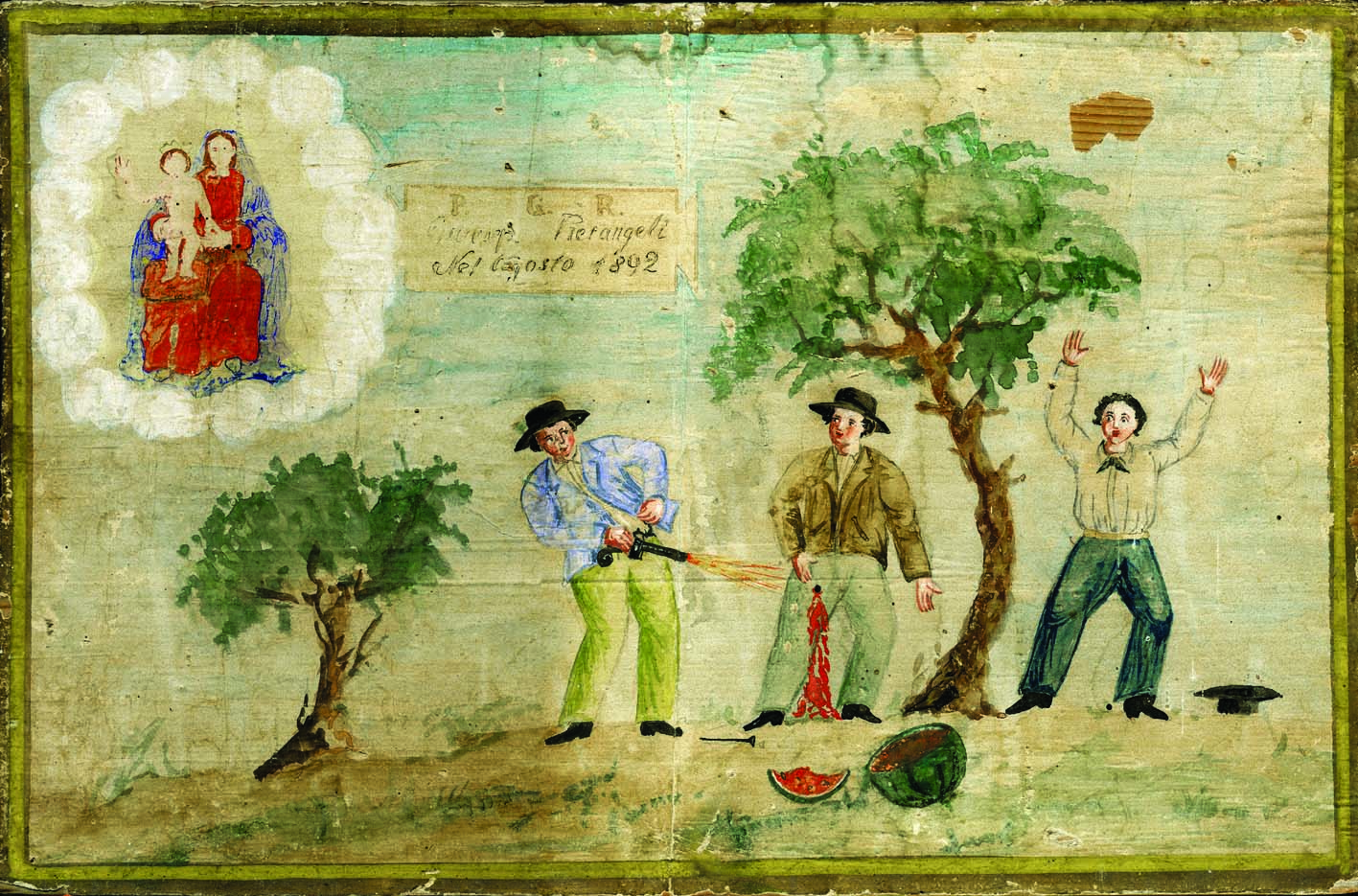
Ex voto su legno (1892) nella sagrestia della chiesa.
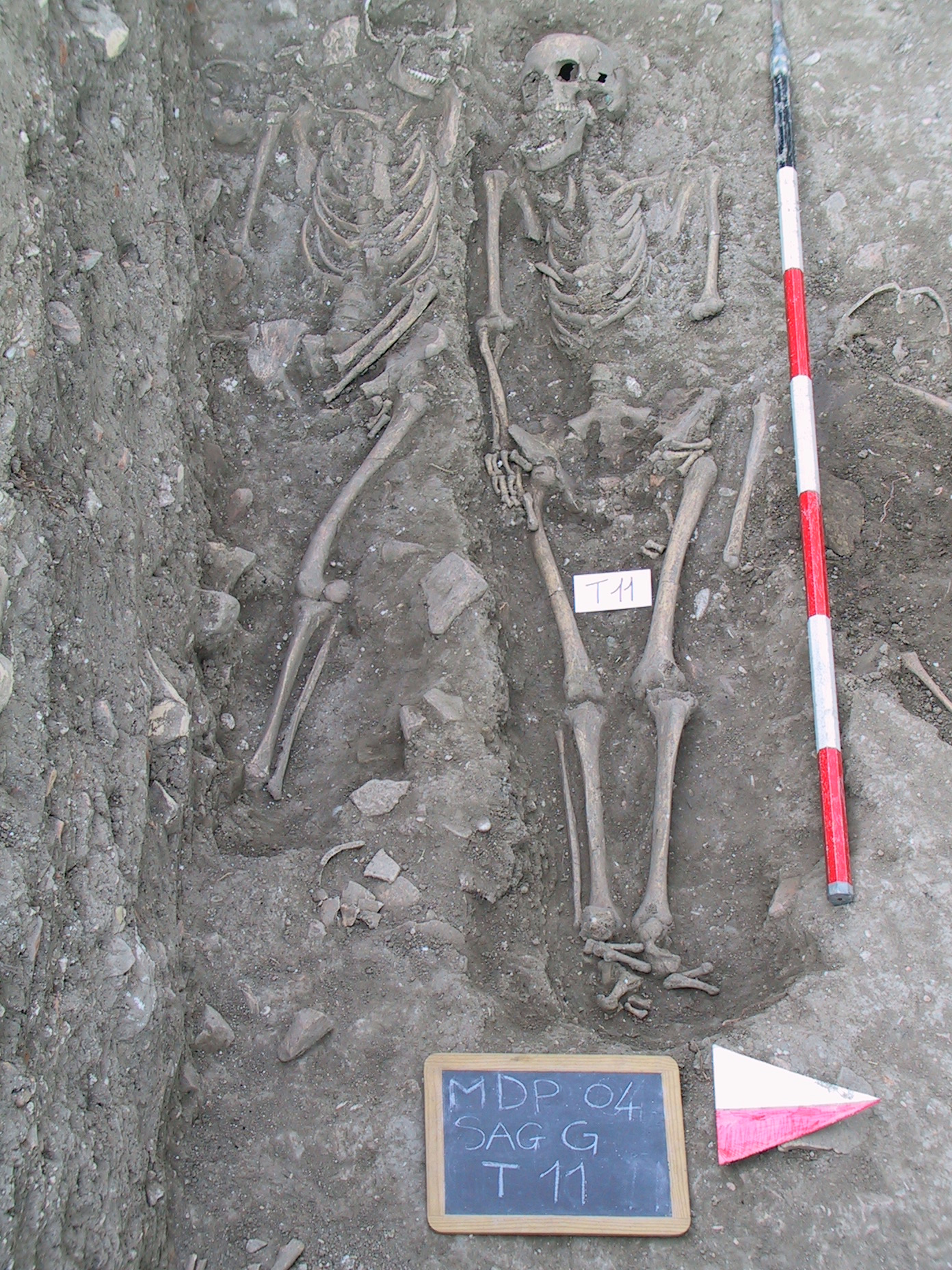
La sepoltura n. 11 rinvenuta nel cimitero sul lato ovest della chiesa.